# Stéphane D'Amour
Pour les articles homonymes, voir Damour.
Stéphane D'Amour est un poète québécois né à Montréal en 1961. 
Il est l'auteur de quatre recueils de poésie, publiés par Les Herbes rouges. Ses poèmes sont aussi parus à l'étranger (Mexique, Macédoine et Inde) et ont été diffusés à l'occasion d'expositions portant sur la peinture, l'architecture ou la sculpture, au Québec et au Mexique. 
Il a été invité à des festivals de poésie au Québec, au Salvador et en Macédoine. En 2009, il fut le récipiendaire d'une bourse conjointe des gouvernements du Québec et du Mexique, qui lui permit de séjourner dans une résidence pour écrivains à Mexico.

## Publications
- 2006 -  L'île, Les Herbes rouges, Montréal
- 2008 -  La peinture, Les Herbes rouges, Montréal
- 2012 -  Dans mes paysages, Les Herbes rouges, Montréal
- 2015 -  À demeure, Les Herbes rouges, Montréal

## Distinctions
- 1993 -  Boursier du Fonds pour la formation de chercheurs et l'aide à la recherche (FCAR)
- 2008 -  Finaliste au Prix du premier recueil de poèmes de la Fondation L.A. Finances pour la poésie (Paris) : L'île
- 2009 -  Boursier du Conseil des arts et des lettres du Québec et du Fondo Nacional para la Cultura y las Artes (résidence à Mexico)